# Dürnstein

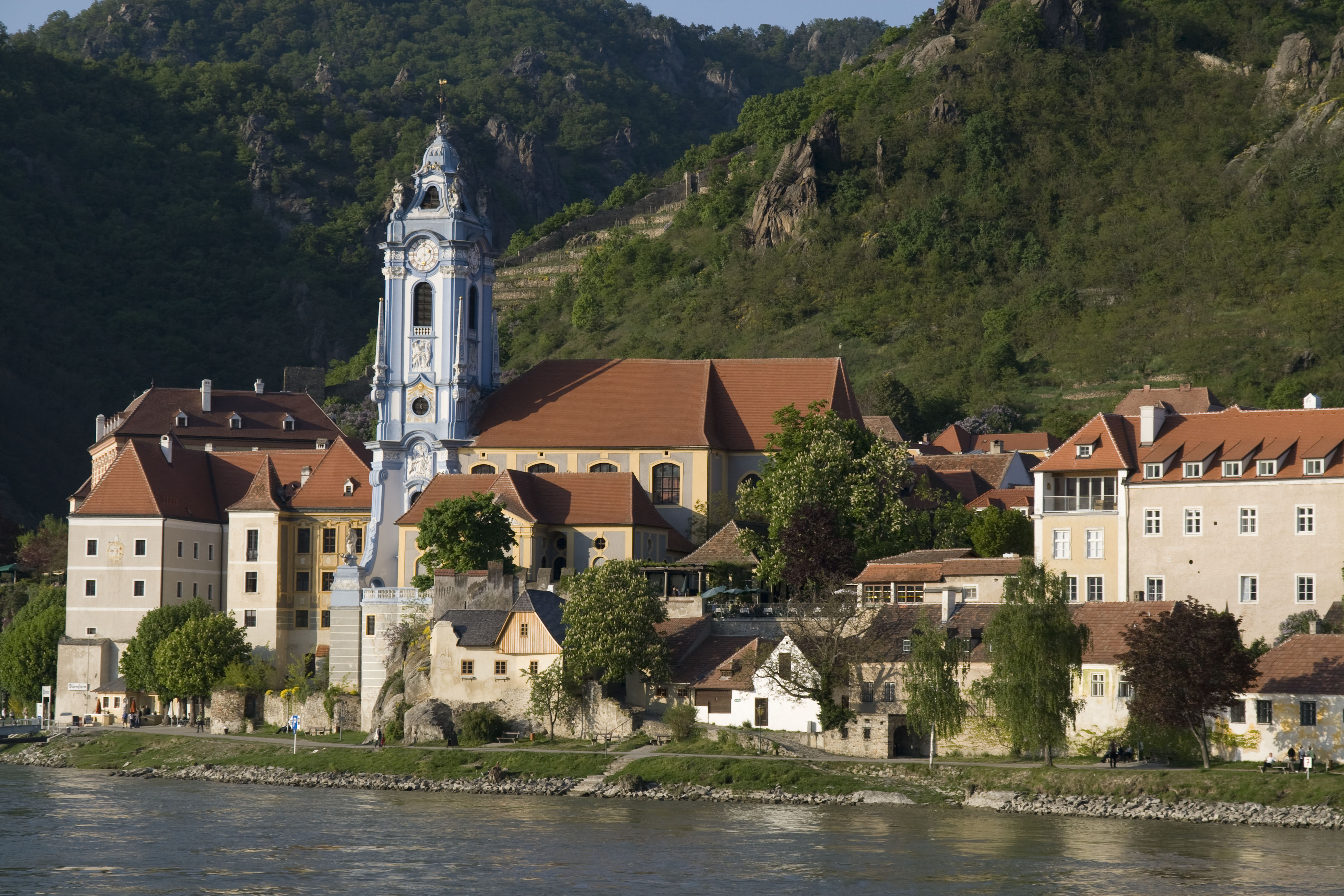
Dürnstein.

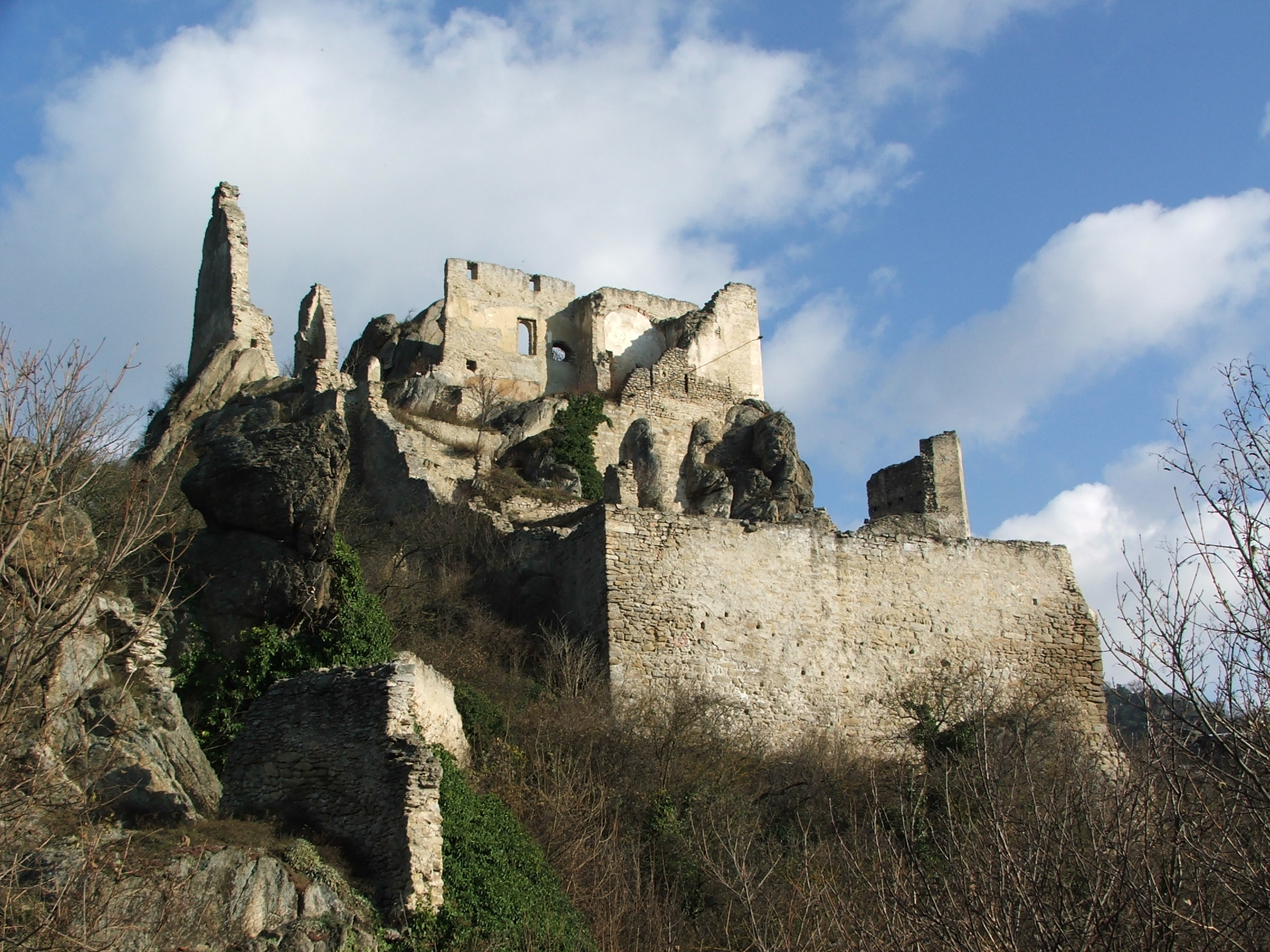
Ruinas del castillo de Dürnstein.

Dürnstein es una ciudad de 900 habitantes en Baja Austria. Se trata de una de las metas turísticas de la región Wachau. Es un centro de producción de vino. Por encima del lugar, accesible por un sendero, se encuentran las ruinas de un castillo donde en el siglo XII fue tenido preso el rey Ricardo I de Inglaterra.